# La lampe au beurre de yak
La lampe au beurre de yak é um filme em curta-metragem francês de 2013 dirigido e escrito por Hu Wei. A obra foi indicada ao Oscar de melhor curta-metragem em live action na edição de 2015.

## Elenco
- Genden Punstock
- Soepha
- Sonam Gonpo
- Wangmo Tso
- Kalsang Dolma
- Zirang Lhamo
- Gangrong Dorjee
- Leung Tso
- Sonam Tashi
- Yang Tso

## Prêmios e indicações
- Indicado: Oscar de melhor curta-metragem em live action (2015)